# Höffner Design
Höffner Design war ein deutscher Hersteller von Automobilen.

## Unternehmensgeschichte
Markus Höffner gründete 1991 das Unternehmen in Budenheim und begann mit der Produktion von Automobilen. Der Markenname lautete Höffner. Es ist nicht bekannt, wann die Produktion endete.

## Fahrzeuge
Das einzige Modell 959 Style Cabrio H 1 war der Nachbau des Porsche 959, allerdings als Cabriolet. Anfangs fand das Fahrgestell vom VW Käfer Verwendung. Später kam ein eigens entwickeltes Gitterrohr-Fahrgestell zum Einsatz. Für den Antrieb sorgten Vierzylindermotoren von VW mit 70 bis 100 PS Leistung.